# Il'ja Abramovič Kan
Il'ja Abramovič Kan (in russo Илья Абрамович Кан?; Kujbyšev, 4 maggio 1909 – Mosca, 12 dicembre 1978) è stato uno scacchista russo (sovietico dal 1922).
È noto principalmente per aver dato il nome a una variante della difesa Siciliana:  1. e4 c5 2. Cf3 e6 3. d4 cxd4 4. Cxd4 a6  
 Questa variante, una linea flessibile con cui si può rientrare in continuazioni della variante Tajmanov, è stata impiegata frequentemente da molti grandi maestri, tra cui Anatolij Karpov e Tony Miles.
Il'ja Kan giocò dal 1929 al 1955 in dieci Campionati sovietici, classificandosi il più delle volte nella media o bassa classifica, salvo nel campionato del 1929 a Odessa dove fu terzo dietro a Boris Verlins'kyj e Sergej Freyman. Ottenne il titolo di Maestro Internazionale nel 1950. Di professione era avvocato.

## Altri risultati
- 1931:  2º nel campionato di Mosca, dietro a Nikolaj Rjumin
- 1932:  3º nel campionato di Mosca, dietro a Rjumin e Duz-Chotymyrskyj
- 1934:  4º al torneo di Leningrado (vinto da Botvinnik)
- 1935:  5º/6º nel fortissimo torneo di Mosca 1935 (vinto da Flohr e Botvinnik)
- 1936:  =7º nel torneo internazionale di Mosca, vinto da Capablanca
- 1936:  =1º con Vladimir Alatorcev nel campionato di Mosca
- 1937:  2º dietro a Reuben Fine a Mosca

## Partite notevoli
- Il'ja Kan - Michail Botvinnik, Odessa URS-ch 1929,  Gambetto Evans
- Il'ja Kan - Michail Botvinnik, Mosca 1935,  Gambetto Viennese C29
- Venjamin Sozin - Il'ja Kan, URS-ch 1931,  Siciliana var. Sozin B88
- Il'ja Kan - Vladimir Makogonov, Leningrado URS-ch 1934,  Siciliana Scheveningen B84
- Il'ja Kan - Aleksandr Kotov, Mosca 1937,  Gambetto di Donna D37
- Il'ja Kan - Vasilij Smyslov, Sverdlovsk 1943,  Gambetto di Donna D37
- Viktor Korčnoj - Il'ja Kan, Riga 1954,  Siciliana Scheveningen B80